# Inštitut inženirjev elektrotehnike in elektronike
Inštitut inženirjev elektrotehnike in elektronike, znan tudi pod angleško kratico IEEE (Institute of Electrical and Electronics Engineers) je svetovno združenje inženirjev omenjenih strok, ki promovira inženirstvo, ustvarjanje, razvoj, integracijo in pridobivanje znanja na področju električnih, elektronskih in informacijskih tehnologij, računalništva ter sorodnih znanosti.
Inštitut je bil ustanovljen leta 1963 z združitvijo Ameriškega inštituta električnih inženirjev (American Institute of Electrical Engineers) in Inštituta radijskih inženirjev (Institute of Radio Engineers). Danes je združenje največje na svetu po številu tehničnih profesionalcev, saj šteje več kot 420.000 članov iz več kot 160 držav. 